# شهر آشنایی
 شهرآشنایی نام یک آلبوم موسیقی اثر  حسام الدین سراج، هنرمند ایرانی است که در سبک  سنتی تهیه شده و دارای ۹ آهنگ است. اهنگسازی این اثر را مجید درخشانی به عهده داشت

## فهرست آهنگ‌ها
| ردیف | آهنگ            |
| ۱    | راز نهفته       |
| ۲    | شهر آشنایی      |
| ۳    | خروش حدیث مستان |
| ۴    | دلستان          |
| ۵    | نور باده        |
| ۶    | آهوی حرم        |
| ۷    | ضربی زابل       |
| ۸    | بی عشق کوش      |
| ۹    | آتش عشق         |